# Argentonnay
Argentonnay est, depuis le 1er janvier 2016, une commune nouvelle française située dans les Deux-Sèvres en région Nouvelle-Aquitaine.
Elle est issue du regroupement des six communes d'Argenton-les-Vallées, Le Breuil-sous-Argenton, La Chapelle-Gaudin, La Coudre, Moutiers-sous-Argenton et Ulcot.

## Géographie

### Localisation
Argentonnay est située au nord du département des Deux-Sèvres, au nord de Bressuire et à l'ouest de Thouars.
Il convient de se reporter aux articles consacrés aux anciennes communes fusionnées.
L'arrière-pays de la commune est agricole et appartient au bocage bressuirais. Argentonnay est en contact avec deux autres régions naturelles, le Saumurois au nord est une zone de vignoble alors qu'à l'est la plaine du Thouarsais est une région de champs ouverts et de culture céréalière, prolongement des champs ouverts du Poitou.

### Hydrographie
La commune d'Argentonnay est traversée par l'Argenton et ses deux affluents l'Ouère et la Madoire qui irriguent le territoire.

### Voies de communication et transports
Argentonnay est desservie en autocars par le réseau Tréma (lignes 8, 101 et 102) et par la ligne 30 du réseau régional.

### Climat
Pour des articles plus généraux, voir Climat de la Nouvelle-Aquitaine et Climat des Deux-Sèvres.
Historiquement, la commune est exposée à un climat océanique du nord-ouest.  
En 2020, Météo-France publie une typologie des climats de la France métropolitaine dans laquelle la commune est exposée à un climat océanique et est dans la région climatique Moyenne vallée de la Loire, caractérisée par une bonne insolation (1 850 h/an) et un été peu pluvieux.
Pour la période 1971-2000, la température annuelle moyenne est de 11,6 °C, avec une amplitude thermique annuelle de 14,7 °C. Le cumul annuel moyen de précipitations est de 724 mm, avec 11,6 jours de précipitations en janvier et 6,3 jours en juillet. Pour la période 1991-2020, la température moyenne annuelle observée sur la station météorologique la plus proche, située sur la commune de Nueil-les-Aubiers à 12 km à vol d'oiseau, est de 12,0 °C et le cumul annuel moyen de précipitations est de 812,2 mm,. Pour l'avenir, les paramètres climatiques de la commune estimés pour 2050 selon différents scénarios d’émission de gaz à effet de serre sont consultables sur un site dédié publié par Météo-France en novembre 2022.

## Urbanisme

### Typologie
Au 1er janvier 2024, Argentonnay est catégorisée commune rurale à habitat dispersé, selon la nouvelle grille communale de densité à sept niveaux définie par l'Insee en 2022.
Elle est située hors unité urbaine. Par ailleurs la commune fait partie de l'aire d'attraction de Bressuire, dont elle est une commune de la couronne,. Cette aire, qui regroupe 19 communes, est catégorisée dans les aires de moins de 50 000 habitants,.

### Risques majeurs
Le territoire de la commune d'Argentonnay est vulnérable à différents aléas naturels : météorologiques (tempête, orage, neige, grand froid, canicule ou sécheresse), inondations, mouvements de terrains et séisme (sismicité modérée). Il est également exposé à un risque technologique,  le transport de matières dangereuses, et à un risque particulier : le risque de radon. Un site publié par le BRGM permet d'évaluer simplement et rapidement les risques d'un bien localisé soit par son adresse soit par le numéro de sa parcelle.

#### Risques naturels
Certaines parties du territoire communal sont susceptibles d’être affectées par le risque d’inondation par débordement de cours d'eau, notamment le ruisseau de l'étang de Juigny, l'Argenton, le Dolo, l'Ouère et la Madoire. La commune a été reconnue en état de catastrophe naturelle au titre des dommages causés par les inondations et coulées de boue survenues en 1983, 1999, 2010 et 2018,.

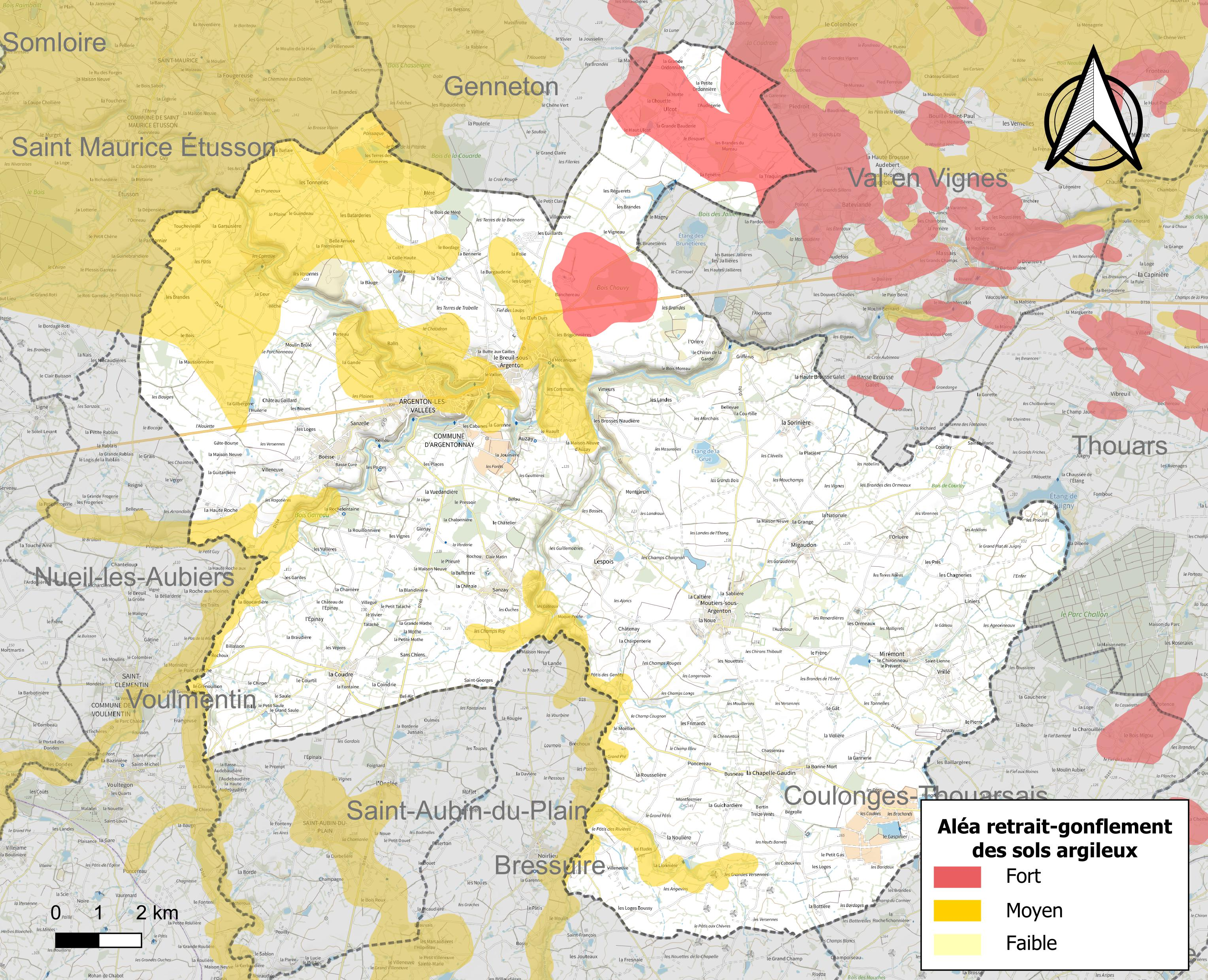
Carte des zones d'aléa retrait-gonflement des sols argileux d'Argentonnay.

Les mouvements de terrains susceptibles de se produire sur la commune sont des mouvements de terrains, notamment des tassements différentiels. Le retrait-gonflement des sols argileux est susceptible d'engendrer des dommages importants aux bâtiments en cas d’alternance de périodes de sécheresse et de pluie. 23,1 % de la superficie communale est en aléa moyen ou fort (54,9 % au niveau départemental et 48,5 % au niveau national). Depuis le 1er octobre 2020, en application de la loi ELAN, différentes contraintes s'imposent aux vendeurs, maîtres d'ouvrages ou constructeurs de biens situés dans une zone classée en aléa moyen ou fort,.
La commune a été reconnue en état de catastrophe naturelle au titre des dommages causés par la sécheresse en 1991, 1995, 1996, 2003 et 2017 et par des mouvements de terrain en 1999 et 2010.

#### Risque particulier
Dans plusieurs parties du territoire national, le radon, accumulé dans certains logements ou autres locaux, peut constituer une source significative d’exposition de la population aux rayonnements ionisants. Selon la classification de 2018, la commune d'Argentonnay est classée en zone 3, à savoir zone à potentiel radon significatif.

## Toponymie
Il convient de se reporter aux articles consacrés aux anciennes communes fusionnées.

## Histoire
La création de la nouvelle commune, entérinée par l'arrêté du 17 novembre 2015, est effective le 1er janvier 2016, entraînant la transformation des six anciennes communes en « communes déléguées ».

## Politique et administration

### Administration municipale
Jusqu'aux prochaines élections municipales de 2020, le conseil municipal de la nouvelle commune est constitué de l'ensemble des conseillers municipaux des anciennes communes.
| Nom                          | Code Insee | Intercommunalité         | Superficie (km2) | Population (dernière pop. légale) | Densité (hab./km2) |
| ---------------------------- | ---------- | ------------------------ | ---------------- | --------------------------------- | ------------------ |
| Argenton-les-Vallées (siège) | 79013      | CA du Bocage bressuirais | 29,06            | 1 642 (2013)                      | 57                 |
| Le Breuil-sous-Argenton      | 79053      | CA du Bocage bressuirais | 19,55            | 487 (2013)                        | 25                 |
| La Chapelle-Gaudin           | 79072      | CA du Bocage bressuirais | 17,01            | 236 (2013)                        | 14                 |
| La Coudre                    | 79099      | CA du Bocage bressuirais | 8,40             | 242 (2013)                        | 29                 |
| Moutiers-sous-Argenton       | 79187      | CA du Bocage bressuirais | 36,40            | 624 (2013)                        | 17                 |
| Ulcot                        | 79333      | CA du Bocage bressuirais | 6,62             | 56 (2013)                         | 8,5                |

### Liste des maires
| Période        | Période     | Identité        | Étiquette | Qualité |
| -------------- | ----------- | --------------- | --------- | --- |
| 4 janvier 2016 | 26 mai 2020 | Jean-Paul Godet | SE        | Cadre Maire de Moutiers-sous-Argenton (2008 → 2015) Maire délégué de Moutiers-sous-Argenton (2016 → 2020)                                                                                |
| 26 mai 2020    | En cours    | Armelle Cassin  | LR        | Directrice commerciale Conseillère régionale de Nouvelle-Aquitaine (2015 → ) 8e vice-présidente de la CA du Bocage Bressuirais (2020 → ) Maire déléguée d'Argenton-les-Vallées (2020 → ) |

## Population et société

### Démographie
L'évolution du nombre d'habitants est connue à travers les recensements de la population effectués dans la commune depuis sa création.

En 2022, la commune comptait 3 229 habitants, en évolution de +1,67 % par rapport à 2016 (Deux-Sèvres : +0,18 %, France hors Mayotte : +2,11 %).
| 2014  | 2015  | 2016  | 2021  | 2022  |
| ----- | ----- | ----- | ----- | ----- |
| 3 248 | 3 212 | 3 176 | 3 213 | 3 229 |

## Économie
Il convient de se reporter aux articles consacrés aux anciennes communes fusionnées.

## Culture locale et patrimoine

### Lieux et monuments
Il convient de se reporter aux articles consacrés aux anciennes communes fusionnées.
- Église Saint-Gilles d'Argenton-les-Vallées. Le portail occidental a été classé au titre des monuments historiques en 1907[25].
- Église Saint-Jouin de Boësse.
- Église Saint-Sauveur de Sanzay.

### Personnalités liées à la commune
- Philippe de Commynes